# 李昌根
李 昌根（り しょうこん、イ・チャングン、朝鮮語: 이창근、1900年（光武4年 / 明治33年）1月15日　- 没年不明）は、大正から昭和にかけての朝鮮総督府官僚。日本名は平松昌根。位階は正五位、勲位は勲四等。

## 経歴
1900年に平安南道大同郡で生まれた。1916年（大正5年）に平壌崇実学校を卒業し、日本に留学。1923年（大正12年）に明治大学英法科を卒業し、高等文官試験に合格する。1925年（大正14年）から朝鮮総督府に奉職し、警察講習所教師を経て、1927年（昭和2年）に忠清南道理事官兼産業課長に任ぜられた。1928年（昭和3年）に道学務課長、1930年（昭和5年）に朝鮮総督府学務局宗務課長を歴任した。1932年（昭和7年）に咸鏡南道財務部長、1934年（昭和9年）に平壌税務監督局税務部長を経て、1936年（昭和11年）に慶尚北道参与官兼産業部長に任ぜられ、京畿道参与官兼産業部長などを歴任し、国民精神総動員朝鮮連盟参事などを兼任した。産業部長在職時には軍需物資の供出に尽力し、日中戦争の遂行に協力した。1940年（昭和15年）に創氏改名。1942年（昭和17年）に忠清南道知事に任ぜられ、1944年（昭和19年）に慶尚北道知事に転じ、1945年（昭和20年）6月に退官した。
光復後の1946年には和信貿易株式会社常務兼取締役、警察後援会副会長などを歴任したが、1949年に反民族行為特別調査委員会に送致された。2004年に韓国で成立した日帝強占下反民族行為真相糾明に関する特別法によって、親日反民族行為者に認定された。